# Гражданска война в Грузия (1991 – 1993)
Гражданската война в Грузия (на грузински: საქართველოს სამოქალაქო ომი) е въоръжен конфликт през 1991 – 1993 г. между поддръжниците на първия президент на Грузия Звиад Гамсахурдия (звиадистите) и правителствените войски в Западна Грузия.

## Предистория
През април 1991 г. Грузия провъзгласява своята независимост. За пръв президент е избран бивш дисидент – Звиад Гамсахурдия. За 8 месеца от своето управление той разваля отношенията с грузинската интелигенция и предприемачите, а също и допуска изключително изостряне на отношенията с националните малцинства, което прелива в грузинско-южноосетински конфликт. Трудни отношения се изграждат с опозиционните и въоръжените сили. През декември националната гвардия под ръководството на Тенгиз Китовани и четите Мхедриони под ръководството на Джаба Иоселиани организират военен преврат, преминал в кръвопролитно сражение на улиците на Тбилиси.
През януари 1992 г. Гамсахурдия, който се крие в бункера в сградата на правителството, се опитва да получи политическо убежище в Азербайджан, но получава отказ, след което се мести в Армения. Новите грузински власти, обаче, започват да заплашват съседната страна с икономическа блокада, ако тя не им върне Гамсахурдия, затова сваленият от власт президент дълго не остава в Армения и едва след няколко дни лети в Чечня, където правителството на Джохар Дудаев го приема. Дошлите на власт в Грузия лидери сформират Държавен съвет на Грузия начело с бившия Първи секретар на ЦК на Комунистическата партия на Грузинската ССР и министър на външните работи на СССР Едуард Шеварднадзе. Поддръжниците на Гамсахурдия (звиадисти) не се примиряват с неговото изгнание и се сплотяват за продължение на борбата с новата грузинска власт.

## Хроника на събитията

### Партизанско движение
Център на активността на звиадиститите става Мегрелия. На 28 март 1992 година те стартират офанзива и за няколко дни заемат градовете Зугдиди, Сенаки, Хоби, Абаша и Поти. Сутринта на 3 април правителствените войски преминават река Цхенискали, придвижвайки се към Западна Грузия и към вечерта освобождават без кръвопролития всички заети от бунтовниците градове. На 24 юни в 3 часа сутринта над 100 поддръжници на Гамсахурдия превземат сградата на телевизионния център в Тбилиси, а в 6 ч сутринта в ефир излиза единият от 6-те съюзници на сваления президент Валтер Шургая, който призовава хората да се съберат пред телевизионния център и да изискат завръщането на Звиад Гамсахурдия. Няколко часа по-късно войските заобикалят телецентъра и го щурмуват, като арестуват бунтовниците. На 6 юли в Цаленджиха чета от звиадисти обкръжават училище интернат, където се намират 80 бойци и командващият силите „Мхедриони“ Джаба Иоселиани, след което щурмуват сградата, но претърпяват поражение. На 9 юли до селото Канти на границата на Цаленджихския и Чхороцкуския район звиадистите атакуват автомобил и отвличат намиращия се в него заместник на премиер-министъра и председателя на Комисията по правата на човека и междунационалните отношения Александър Кавсадзе, който е изпратен на преговори с тях. На 11 август в Зугдиди на срещата на представители от Държавния съвет със звиадистите бившият началник на личната охрана на Гамсахурдия Гоча Бахия пленява още 12 държавни дейци на Грузия, сред които е и министърът на вътрешните работи Роман Гвенцадзе и помощникът на Шеварднадзе по национална безопасност Давид Саларидзе. Под предлог за освобождаване на вицепремиера Кавсадзе, охрана на комуникациите, в т.ч. железниците и други важни обекти на територията на Абхазия влизат чети на Националната гвардия, където скоро се разгръщат военни действия.

### Триумф и поражение на звиадистите
Докато грузинските войски водят война в Абхазия, в Западна Грузия се активират звиадистите начело с Вахтанг (Лоти) Кобалия. На 3 юни 1993 г. в град Гали на територията на Абхазия влиза военно подразделение под командването на сподвижника на Кобалия – Бадзагуа, и установява контрол върху цялата територия на района. На 14 июни по Зугдидската телевизия член на бившия „звиадистки“ парламент Джаба Маглакелидзе зачита обръщението на Звиад Гамсахурдия към нацията, в което се съобщава, че в най-близко време абхазците ще получат градовете Сухуми, Очамчира, Гали, и че грузинските войски трябва да осъзнаят незаконността на управляващата власт, да се присъединят към силите на Кобалия и заедно да се борят за възстановяването на законната власт. През юли в Зугдиди влизат чети от звиадисти под командването на Лоти Кобалия На 28 юли въоръжената чета на Кобалия без бой заема Сенаки, но на 31 юли след преговори с властите оставя града. На 28 август звиадистите завземат редица населени местности в Мегрелия: Сенаки, Абаша и Хоби. През нощта на 14 срещу 15 септември техните чети под командването на Лоти Кобалия блокират железопътната магистрала Батуми-Тбилиси. На 24 септември Гамсахурдия се връща в Западна Грузия и застава начело на така нареченото „Правителство в изгнание“ в Зугдиди, като си поставя за цел да възстанови законната власт в страната. Вечерта на 4 октомври правителствените войски възстановяват контролът в Хони. На 10 октомври Звиад Гамсахурдия провежда митинг, по време на който уверява своите поддръжници в това, че „законната власт ще бъде възстановена“ . Боевете в района на Самтредия на следващия ден придобиват ожесточен характер. Звиадистите концентрират живата сила и техниката до реката Цхенисцкали. На разсъмване на 17 октомври те атакуват Самтредия и няколко часа по-късно го завладяват, а на 19 число практически без съпротива заемат Ланчхути. Развивайки успех, поддръжниците на Гамсахурдия на следващия ден започват масова офанзива на втория по големина град в Грузия – Кутаиси, падането на който отваря пътя за Тбилиси.
В същото време силите на Лоти Кобалия разгръщат военни действия в посоката Цхалтубо и Копитнари, но се спират от правителствените войски, както и до града Вани. Отбраната на Кутаиси лично се възглавява от министъра на отбраната Георги Каркарашвили. Съгласно информацията на МВР на Грузия правителствените войски отблъскват първата атака и спират придвижването на противника на 12 км от града. Сдържайки атаката на сподвижниците на първия президент правителствените войски преминават в офанзива и скоро възстановяват контролът в Хони и Ланчхути. Под техен контрол се връща Озургети, който с лекота е зает от звиадистите. На 25 октомври правителствените войски тръгват в посока Сенаки и на следващия ден го окупират, а към края на 28 октомври си връщат окончателно и Хоби. След загубата на Хоби Гамсахурдия измества Кобалия и назначава за министър на отбраната Бадри Зарандия, но това не променя хода на военните действия. На 11 ноември почти без военни действия пада последната твърдина на звиадистите – Зугдиди. Останалите поддръжници на Гамсахурдия се разпръскват в горите на Цаленджихския район, а сваленият президент се скрива. Много усилия коства на Гамсахурдия покриването към декември, когато навсякъде го търсят правителствените чети. На 31 декември той загива при неизяснени обстоятелства в селото Дзвели Хибула в областта Самегрело.